# 青春の傷み
「青春の傷み」（せいしゅんのいたみ）は、かぐや姫8枚目のシングルで、2000年再結成時に発売したマキシシングルである。

## 収録曲
1. 青春の傷み
作詞・作曲:南こうせつ&伊勢正三 編曲:かぐや姫 ストリングスアレンジ:石川鷹彦
2. 街並
作詞・作曲:山田嗣人 編曲:石川鷹彦
3. 愛をつかもう
作詞・作曲:南こうせつ&伊勢正三 編曲:かぐや姫